# Foreshadowing Our Demise
Foreshadowing Our Demise è il secondo album in studio del gruppo musicale brutal death metal Skinless, pubblicato nel 2001 dalla Relapse Records.

## Tracce
1. Foreshadowing Our Demise – 3:56
2. Smothered – 5:34
3. The Optimist – 5:43
4. Salvage What's Left – 3:43
5. Tug of War Intestines – 3:16
6. Affirmation of Hatred – 5:17
7. Enslavement – 5:52
8. Merrie Melody – 3:37
9. Pool of Stool – 3:56

## Formazione
- Noah Carpenter - chitarra
- Sherwood Webber - voce
- Joe Keyser - basso
- Bob Beaulac - batteria